# Libero Grassi
Libero Grassi (19 de julio de 1924-29 de agosto de 1991) fue un fabricante de ropa italiano de Palermo, Sicilia que fue asesinado por la mafia después de oponerse a las demandas de extorsión de manera solitaria. Este hombre de negocios escribió una carta de manera abierta y la mando al periódico local para que esta fuera publicada, en la cual informaba a sus extorsionistas que ya no estaba dispuesto a pagar el "pizzo" que en término siciliano el término significa “dinero para protección". Otros hombres que tenían negocios y gente dueña de tiendas de zapatos se opusieron a unirse a su campaña por miedo. Grassi fue asesinado a punta de balazos en la calle cerca de su casa 8 meses después de haber escrito la carta.
Grassi nació en Catania, se casó, y tuvo un hijo y una hija. Después de su muerte, su familia continúo con la campaña que este había comenzado, llevando su apoyo al movimiento llamado “Addiopizzo” que se oponía al “PIZZO”.

## Demandas delPizzo
Grassi era dueño del a compañía llamada Sigma la cual producía ropa interior para hombres y pijamas, esta estaba ubicada en Palermo. La compañía estaba conformada por alrededor de 100 empleados y producía un volumen de 5 millones de dólares en el año 1990. Como muchos de los hombres de negocios de la ciudad, no tardó mucho en que se le exigiera que pagara las demandas del “Pizzo” y si no lo hacía tendría que enfrentarse a las consecuencias.
El "Pizzo"- llamado una forma de protección - era demandado por la mafia a los negocios locales, si estos se oponían a pagar esto se podía significar vandalismo o incendios provocados al lugar donde se encontraba ubicado el negocio, inclusive podía llegar a ataques físicos o asesinatos si no se cumplían las demandas. La reputación que la Mafia tenía solía ser más que suficiente para que la gente decidiera pagar de inmediato.

## Rechazo a pagar elpizzo
A finales de 1990, Grassi empezó a negarse a pagar, así como alrededor del 50% de las demás empresas de Palermo. Los extorsionistas demandaban dinero para “sus amigos que se encontraban en la cárcel” y amenazaban con matarlo. El 10 de enero de 1991, Grassi escribió una carta abierta en el Giornale di Sicilia, el periódico local de Palermo, la cual empezaba con la frase “Querido extorsionista” en la cual hablaba de las demandas de la Mafia en cuanto al dinero para protección y anunciaba públicamente su rechazo a pagarlas. El mismo día publicó el nombre de su extorsionista lo cual llevó a la policía a hacer cinco arrestos en marzo.
A la mañana siguiente de que la carta fuera publicada, el Gobernador de Palermo, el fiscal, el coronel de la policía federal y la prensa fueron a su fábrica para mostrar su apoyo. Sin embargo, aun después de que recibiera protección por parte de la policía, dos extraños aparecieron diciendo que eran inspectores de salud y amenazaron a los trabajadores una vez que estos se encontraban adentro de la fábrica. Grassi sin quererlo se convirtió en un tipo de héroe nacional en Italia, un hombre de negocios siciliano que se había opuesto a la Mafia, después de aparecer en televisión nacional el 11 de abril de 1991 (en el programa Samarcanda de Michele Santoro transmitido en Rai Tre).
Sin embargo, en vez de recibir solidaridad por parte de otros hombres de negocios y zapateros de Palermo por rehusar pagar el dinero de protección, Grassi fue criticado, aislado gradualmente, y acusado de manchar la imagen del mundo de los negocios en Palermo. En sus entrevistas, este hablaba de la Mafia y de la manera en que varios de los hombres de negocios de Palermo le trataban, también de cómo algunos de sus clientes dejaron de ir a la tienda y comprarle por miedo a lo que podía pasar pues a sus ojos, Grassi había provocado a la Mafia con sus acciones. Grassi dijo en una entrevista:

Mis colegas han empezado a atacarme, diciendo que uno no debería lavar su ropa sucia en público. Mientras tanto continuaban aguantando; porque sé que todos ellos pagan. En mi opinión, dejarse intimidar y coludir es exactamente lo mismo. Algunos dicen que lo hacen por miedo, otros presumen que tienen lazos con ellos. Son actitudes completamente comunes; pero creo que si todos estuvieran dispuestos a colaborar con la policía y la caballería dando nombres y reportando, esta situación no duraría mucho.

## Represalias y asesinato
La empresa de Grassi fue saqueada a principios de 1991, en la cual se robaron exactamente la cantidad de dinero que se le había demandado a Grassi. Después de eso hubo un incendio provocado en la tienda, el cual no tuvo éxito. Grassi el hombre de 67 años de edad fue asesinado en la calle Vittorio Alfieri en Palermo a las 7:30 de la mañana el 29 de agosto de 1991, menos de un año después de haber tomado su postura en contra de la Mafia. Recibió tres tiros en la cabeza mientras este caminaba de su casa a su coche. Ningún testigo se presentó a declarar. Después de su muerte 10.000 personas salieron a las calles a protestar su asesinato. El 26 de septiembre de 1991 dos anfitriones de televisión nacional llamados Santoro y Maurizio Constanzo dedicaron un programa unido de 5 horas a nivel nacional en memoria de Grassi en una cooperación única entre Rai Tre y el Canale 5, con la participación del juez antimafia Giovanni Falcone.
La esposa de Libero Grassi junto con sus hijos Davide y Alice trataron de salvar la firma de empresa de la familia “Estaba aterrada por nuestra seguridad ya que las amenazas continuaron después de la muerte de Libero, de mala gana tuvimos que acceder a que el estado dirigiera la compañía con Davide manteniendo una participación y acciones” recuerda Pina. La cual finalmente se fue a la quiebra.

## Asesinos condenados
Tomó tiempo, pero al final el asesino Mafioso conocido como Salvatore “Salvino” Madonia y su padre Francesco Madonia, los jefes incuestionables de la Mafia en Palermo también conocida como “Familia Resuttana” fueron llevados ante las autoridades y se hizo justicia. Conforme a las declaraciones de un informante de la mafia se supo que Salvatore Madonia había asesinado personalmente a Grassi. Después de un largo juicio en octubre del 2006 se condenó a 30 mafiosos por alrededor de 60 asesinatos en los últimos 25 años, incluyendo a los Madonia a los que se les condenó por el asesinato de Grassi.
En 2006 alrededor de cien fabricantes de zapatos en Palermo publicaron abiertamente que  rehusaban pagar la extorsión de la Mafia, no pasó mucho tiempo para que el jefe de la Mafia Bernardo Provenzano fuera arrestado por las autoridades, Pina la viuda de Grassi junto con sus hijos Davide y Alice atendían a movimientos y protestas denunciando a la mafia junto con el movimiento llamado Addiopizzo.
La esposa de Grassi junto con sus hijos colocó una placa en el lugar de su asesinato en la calle Vittorio Alfieri que decía:

Aquí murió Libero Grassi, emprendedor y hombre valiente que fue asesinado por la Mafia, por la indiferencia de los partidos y la ausencia del estado.

Cada año el día 29 de agosto, la gente se reúne en ese lugar para conmemorar el acto de protesta en contra de la extorsión que realizó Grassi.